# Албарбогетський сільський округ
Албарбоге́тський сільський округ (каз. Албарбөгет ауылдық округі, рос. Албарбогетский сельский округ) — адміністративна одиниця у складі Джангельдинського району Костанайської області Казахстану. Адміністративний центр — село Кокалат.
Населення — 683 особи (2021; 750 у 2009, 1062 у 1999, 2764 у 1989).
Станом на 1989 рік існували Аккумська сільська рада (села Айиркум, Аккум, Аккум, Алібі) та Албарбугетська сільська рада (села Жартогай, Каракога, Кокалат, Колкамис). Село Каракога було ліквідоване 2007 року, село Жартогай — 2009 року.

## Склад
До складу адміністрації входять такі населені пункти:
| Населений пункт | Старі назви | Населення, осіб (1989) | Населення, осіб (1999) | Населення, осіб (2009) | Населення, осіб (2021) |
| --------------- | ----------- | ---------------------- | ---------------------- | ---------------------- | ---------------------- |
| Айиркум, село   | -           | 158                    | 0                      | -                      | -                      |
| Аккум, село     | -           | 604                    | -                      | -                      | -                      |
| Аккум, село     | -           | 183                    | -                      | -                      | -                      |
| Алібі, село     | -           | 82                     | -                      | -                      | -                      |
| Бердібай, село  | -           | -                      | 0                      | -                      | -                      |
| Жартогай, село  | -           | 223                    | 197                    | 30                     | -                      |
| Каракога, село  | -           | 160                    | 0                      | -                      | -                      |
| Кокалат, село   | -           | 1064                   | 679                    | 540                    | 476                    |
| Колкамис, село  | -           | 290                    | 186                    | 180                    | 207                    |